# Alexander Beilinson
Alexander A. Beilinson (13 de junho de 1957) é um matemático russo.

## Publicações selecionadas
- Beilinson, A. A.; Drinfeld, V. (2004). Chiral Algebras. [S.l.]: American Mathematical Society. ISBN 978-0-8218-3528-9
- Beilinson, A. A.; Ginzburg, V. and Soergel, W. (1996). «Koszul duality patterns in representation theory». Journal of the American Mathematical Society. 9 (2): 473–527. doi:10.1090/S0894-0347-96-00192-0. ISSN: 0894-0347
- Beilinson, A. A.; Lusztig, G. and MacPherson, R. (1990). «A geometric setting for the quantum deformation of GLn». Duke Mathematical Journal. 61 (2): 655–677. doi:10.1215/S0012-7094-90-06124-1. ISSN: 0012-7094
- Beilinson, A. A.; Ginzburg, V. and Schechtman, V. (1988). «Koszul duality». Journal of Geometry and Physics. 5 (3): 317–350. doi:10.1016/0393-0440(88)90028-9. ISSN: 0393-0440
- Beilinson, A. A. (1987). «How to glue perverse sheaves». K-theory, arithmetic and geometry (Manin seminar, Moscow, 1984--1986) in Lecture Notes in Math. 1289. Springer-Verlag. pp. 42–51
- Beilinson, A. A. (1987). «On the derived category of perverse sheaves». K-theory, arithmetic and geometry (Manin seminar, Moscow, 1984--1986) in Lecture Notes in Math. 1289. Springer-Verlag. pp. 27–41
- Beilinson, A. A.; MacPherson, R. and Schechtman, V. (1987). «Notes on motivic cohomology». Duke Mathematical Journal. 54 (2): 679–710. doi:10.1215/S0012-7094-87-05430-5. ISSN: 0012-7094
- Beilinson, A. A. (1986). «Notes on absolute Hodge cohomology». Applications of algebraic K-theory to algebraic geometry and number theory, Part I, II (Boulder, Colo., 1983), Contemporary Mathematics. 55. American Mathematical Society. pp. 35–68
- Beilinson, A. A. (1984). «Higher regulators and values of L-functions». Itogi Nauki i Tekhniki, Current problems in mathematics. 24. Akad. Nauk SSSR Vsesoyuz. Inst. Nauchn. i Tekhn. Inform., Moscow. pp. 181–238
- Beilinson, A. A.; Bernstein, J. and Deligne, P. (1982). «Faisceaux pervers». Analysis and topology on singular spaces, I (Luminy, 1981), Astèrisque. 100. Soc. Math. France, Paris. pp. 5–171
- Beilinson, A. A. (1980). «Residues and adèles». Funktsional. Anal. I Prilozhen. 14 (1): 44–45. ISSN: 0374-1990
- Beilinson, A. A. (1978). «Coherent sheaves on Pn and problems in linear algebra». Funktsional. Anal. I Prilozhen. 12 (3): 68–69. doi:10.1007/BF01681436. ISSN: 0374-1990